# Isabella av Navarra
Isabella av Navarra, född 1512, död 1560, var en prinsessa av Navarra.
Hon var dotter till drottning Katarina av Navarra och Johan III av Navarra. Hon gifte sig 1532 med René I de Rohan, Viscount de Rohan (d. 1552). 
Hon kände tidigt sympati för reformationen. Efter sin makes död 1552 tog hon öppet parti för kalvinismen under hugenottkrigen i Frankrike. Hon blev gudmor till Henrik III av Navarra 1554, och närvarade när Johanna III av Navarra införde reformationen i Navarra 1557. Hon konverterade slutligen till kalvinismen 1558, och hennes bostad i slottet Blain blev ett centrum för hugenotter under religionskrigen. Kungen av Frankrike gav henne och hennes hushåll personlig religionsfrihet 1560. 